# Pol Mara
Pour les articles homonymes, voir Mara.
 (mars 2023).
Si vous disposez d'ouvrages ou d'articles de référence ou si vous connaissez des sites web de qualité traitant du thème abordé ici, merci de compléter l'article en donnant les références utiles à sa vérifiabilité et en les liant à la section « Notes et références ».
Léopold Leysen, dit Pol Mara, né à Anvers le 8 décembre 1920 et mort dans cette ville le 10 février 1998 , est un peintre et dessinateur belge.

## Biographie
Pol Mara commença sa carrière en 1935 à l'Académie Royale des Beaux-Arts d'Anvers. De 1941 à 1948, il poursuivit sa formation à l'Institut Nationale des Beaux-Arts (Nationaal Hoger Instituut voor Schone Kunsten). Il devint par la suite graphiste dans l'entreprise pharmaceutique Janssen Pharmaceutica.
Au début de sa carrière, il s'essaya au surréalisme avant d'évoluer vers l'abstraction lyrique dans les années 1950. Avec ses contemporains Paul Van Hoeydonck, Mark Verstockt, Filip Tas et Dan Vanseveren, il fonda  en 1958 le groupe d'Avant-Garde anversois G-58. Il dessinait et peignait alors de petites figures aux têtes rondes dans un univers tacheté dans lequel les aplats de couleur prirent finalement le pouvoir pour donner place à une peinture abstraite.
Dans les années 1960, Pol Mara introduisit des éléments photo-réalistes dans son oeuvre. Il illustrait alors l'avènement de la communication de masse en entremêlant des éléments issus du monde de la télévision, du film ou des magazines illustrés. De ce fait, il s'inscrit dans la lignée de Robet Rauschenberg sur le terrain du pop art. Pol Mara a peint un monde onirique, dans lequel  on rencontrait de jolies jeunes femmes dans des sous-vêtements légers. Ses figures montraient également des analogies au monde de la mode et de la publicité. Avec ces figures pures et esthétiques, Mara entendait protester contre l'injustice et la laideur de notre société.
En 1974, il réalisa la fresque de la station de métro Montgomery à Bruxelles.
Pol Mara a eu longtemps un atelier dans sa commune de naissance à Borgerhout. Il séjourna à partir de 1972 à Gordes, en Provence, pour raisons de santé. Là se trouve encore le Musée Pol Mara dans le chateau de Gordes, où 200 œuvres du peintres sont exposées.
L'artiste aimait beaucoup voyager et parcourut le monde selon les opportunités d'exposition et les prix remportés. Il a visité tous les continents.

## Parcours artistique
- 1952 : mention à l’occasion du Prix de la jeune peinture belge. Dans les années 1950, il fait dans le néo-expressionnisme et la figuration symbolique, un peu d'abstrait, puis introduit des éléments photographiques dans ses réalisations.
- 1958 : il adhère au G-58 de Hessenhuis (groupe artistique).
- 1967 : vainqueur du "Prix de l’Art Moderne" lors de la IXe Biennale de Tokyo.
- 1968 : ses gouaches sont reproduites sur les trois timbres-poste de la série "Calamités".
- 1974 : il réalise des peintures murales pour le métro de Bruxelles, station de "Montgoméry".
- 1979 : il gagne un prix à Barcelone VIIe lors de la Biennale du Sport dans l’Art.
- 1984 : il obtient le "Prix de la carrière artistique de la Communauté flamande" à Bruxelles.
- 1992 : plusieurs timbres belges sur le thème des J.O. ("Barcelona 92") sont issus de son œuvre.
- 1995 : une de ses œuvres est prise pour un timbre belge (valeur 16).

## Principales expositions
- 1965 - New York (États-Unis)
- 1979 - Kruishoutem, à la Fondation Veranneman
- 1982 - San Diego (États-Unis)
- 1987 - Valparaíso (Chili)
- 1992 - Kruishoutem, de nouveau à la Fondation Veranneman
- 1993 - Séoul (Corée)
- 1996, ouverture d'un musée (exposition permanente) dans le château de Gordes, France